# La Chapelle-Onzerain
La Chapelle-Onzerain é uma comuna francesa na região administrativa do Centro-Vale do Loire, no departamento Loiret. Estende-se por uma área de 7 km². Em 2010 a comuna tinha 122 habitantes (densidade: 17,4 hab./km²).